# Barvaux-sur-Ourthe
Barvaux-sur-Ourthe (wa. Barvea-so-Oûte, Barvê) – dzielnica (section) miasta Durbuy w południowo-wschodniej Belgii, w Regionie Walońskim, w prowincji Luksemburg, w okręgu Marche-en-Famenne. 1 stycznia 2020 roku liczyła 2983 mieszkańców. Do 31 grudnia 1976 r. samodzielna gmina. Leży nad rzeką Ourthe.

## Demografia
Liczba mieszkańców, stan na 1 stycznia:
| Rok                | 1930 | 1947 | 1961 | 2020 |
| ------------------ | ---- | ---- | ---- | ---- |
| Liczba mieszkańców | 1309 | 1446 | 1574 | 2983 |